# Jobie Hughes
Jobie Hughes (* 9. Juli 1980 in Renton, Washington) ist ein US-amerikanischer Schriftsteller, der vor allem als Coautor mit James Frey unter dem Pseudonym Pittacus Lore erfolgreich war.

## Leben
Aufgewachsen ist Hughes in Spencer, Ohio. Nach Erfolgen im Wrestling an der High School bekam er ein Stipendium als Athlet an der Ohio University. Dort graduierte er mit einem Wirtschaftsabschluss in Management Information Systems.
Nach dem Abschluss des Studiums schlug er sich mit diversen kleinen Jobs durch. Mit 24 Jahren begann er zu schreiben, mit 27 begann er ein Studium an der Columbia University’s School of the Arts in New York City. Dort graduierte er 2008 seine Ausbildung im kreativen Schreiben.
Heute lebt Hughes in Michigan.

## Werke
Der erste Roman (At Dawn) erschien kurz nach seinem Abschluss 2009 als Master of Fine Arts in Creativ Writing (fiction) an der Columbia University’s School of the Arts.
Den größten Erfolg hatte Hughes als Co-Autor der „Lorien Legacies“, einer als siebenteilig geplanten Science-Fiction-Serie für Jugendliche, deren ersten beiden Teile auch #1 New York Times - Bestseller wurden. Insgesamt wurden weltweit in 49 Ländern über drei Millionen Exemplare in 27 verschiedenen Sprachen verkauft. Der erste Teil Ich bin Nummer Vier wurde im Jahr 2009 von Produzent Michael Bay verfilmt.
| Personendaten    | Personendaten                    |
| ---------------- | -------------------------------- |
| NAME             | Hughes, Jobie                    |
| ALTERNATIVNAMEN  | Lore, Pittacus (Pseudonym)       |
| KURZBESCHREIBUNG | US-amerikanischer Schriftsteller |
| GEBURTSDATUM     | 9. Juli 1980                     |
| GEBURTSORT       | Renton, Washington               |